# 31
Het jaar 31 is het 31e jaar in de 1e eeuw volgens de christelijke jaartelling.

## Gebeurtenissen

### Italië
- Keizer Tiberius keert terug naar Rome, hij benoemt de 18-jarige Caligula tot erfgenaam en troonopvolger van de Julisch-Claudische dynastie.
- Tiberius (vijfde maal) en Lucius Aelius Seianus, worden door de Senaat gekozen tot consul van het Imperium Romanum.
- Seianus wordt beschuldigd van een samenzwering tegen Tiberius. Hij en verscheidene familieleden worden geëxecuteerd.
- Quintus Naevius Sutorius Macro wordt aangesteld tot praefectus praetorio (hoofd) van de pretoriaanse garde.

## Geboren
- Poppaea Sabina, keizerin en echtgenote van Nero (overleden 65)

## Overleden
- Livilla Julia, dochter van Nero Claudius Drusus
- Lucius Aelius Seianus, prefect en adviseur van keizer Tiberius
- Marcus Velleius Paterculus, Romeins historicus